# Иордан, Ирина Николаевна
Ирина Иордан (9 ноября (22 ноября) 1910, Саратов, Российская империя — 27 мая 1976, Москва) — советский текстолог, музыковед и композитор.
В 1934—1935 училась в Московской консерватории по классу виолончели (педагог — Г. И. Пеккер), в 1935—1938 — в Музыкальном училище им. Гнесиных (педагог — В. Я. Шебалин). Много лет работала в Центральном музее музыкальной культуры, занималась музыкально-текстологической подготовкой изданий сочинений русских и зарубежных композиторов (напр., П. И. Чайковского, С. И. Танеева, С. В. Рахманинова и др.), часто совместно с мужем — Г. В. Киркором. Автор ряда музыкальных произведений, в основном, для струнных инструментов.
Заслуженный работник культуры РСФСР (1971 год).